# ゴン (漫画)
『ゴン』は、田中政志による日本の漫画作品。1991年から2002年まで講談社の『モーニング』に掲載されていた。
2012年4月2日より2013年3月までテレビアニメが放送された。また、『月刊アフタヌーン』2012年5月号より2013年4月号まで『カラー版 GON』を連載。2013年11月号にモノクロ版の読切を掲載。

## 概要
恐竜の「ゴン」が大自然の中を動き回る姿を描いている。ゴンは肉食恐竜をデフォルメしたようなややコミカルな容姿をしており、比較的リアル調の描写がされている他の登場キャラクターとの間には明らかな差異が存在し、印象的なキャラクター造形となっている。
登場人物（動物）にセリフがないのが特徴であり、ダイナミックな状況描写によって表現されている。ただし、『月刊アフタヌーン』2013年11月号掲載分は、登場動物がふきだしを使ってセリフを喋る通常の（擬人化）漫画形式のものであった。
言語がわからなくても親しめるので海外でも出版され、高い評価を獲得し、アイズナー賞最優秀ユーモア出版物部門および最優秀国際作品部門、ソリエス漫画祭最優秀外国作品賞など数々の国際的な漫画賞を受賞している。1998年には第2回文化庁メディア芸術祭マンガ部門で優秀賞を受賞した。また、作者の別作品『FLASH』には、ゴンのデザイン面での原型と思われる恐竜の子供（のような謎の生物）「ジュニア」が登場する。
また、本作のスピンオフとして『ゴンちゃん』が『コミックボンボン』2006年1月号から2007年1月号まで連載された。

## 単行本
コミックスは講談社『ワイドKCモーニング』として発売。
- 第1巻 1992年3月発売 ISBN 978-4061766297
- 第2巻 1992年11月発売 ISBN 978-4061766587
- 第3巻 1994年2月発売 ISBN 978-4061767201
- 第4巻 1996年8月発売 ISBN 978-4063373073
- 第5巻 1998年8月発売 ISBN 978-4063373691
- 第6巻 1999年5月発売 ISBN 978-4063373967
- 第7巻 2002年3月発売 ISBN 978-4063374889

## テレビゲーム
1994年11月11日にバンダイよりスーパーファミコン用ソフトとして、ゴンを題材としたアクションゲーム『ゴン』が発売された。途中でセーブをすることが出来ないため、ステージでゲームを終了した場合4桁のキーを入力することでコンティニュースタートできるようになっている。
ナムコの格闘ゲーム『鉄拳3』では、1998年3月26日に発売されたPlayStation移植版限定の隠しキャラクターとしてゴンが登場する。
2012年6月14日にはバンダイナムコゲームスよりニンテンドー3DS用ソフト『ゴン バクバクバクバクアドベンチャー』が発売。

## テレビアニメ
『GON -ゴン-』のタイトルで、2012年4月2日より2013年3月までテレビ東京系列にて放送された。CS放送局ではアニメシアターXで放送されていたが、地上波放送終了してから2ヵ月後の2013年5月からはカートゥーン ネットワークでも放送開始された。フルCGアニメ。製作は韓国アニメ会社の大元メディアと講談社の共同制作。日本放送の後、2012年夏放送の韓国をはじめ、欧州、アジア各国、北米等でも放送される。2014年10月から2015年3月まで再放送されており、2015年4月改編でテレビ東京が平日朝7:30〜8:15の45分枠に生放送の情報ワイド「チャージ730!」を立ち上げることが決まったため、同年4月からTXNの放送時間を土曜9:14 - 9:30枠に移動となり、2015年4月から同年9月まで第2期のアニメが放映された。
第16話から第22話まで『GONわくわくスペシャル』としてアニメパートと実写パートで放送。実写パートの出演はゴン特殊捜査官・ココ（演 - 熊田胡々）。本編前に「いいお話ダイジェスト」、本編前後に「ゴンクイズ」、最後に「ゴン特殊捜査官 ココが行く!」を放送。第37話から第40話までAパートにサンドウィッチマンが出演するミニ番組と投票で選ばれたエピソードダイジェストの『GONわくわくスペシャル』を放送。

### スタッフ
オリジナル版制作
- 製作総指揮 - ジョン・ウック、入江祥雄
- プロデューサー - キム・ブルギョン、吉羽治
- アソシエイトプロデューサー - イ・チョンウ、臼井信幸
- 総監督 - キム・ギルテ
- シナリオ - 村山功
- ストーリーボード - イ・ヒラ、イ・ゾンイ
- キャラクターデザイン - パク・ソウン
- 背景デザイン - ノ・ヒョンミン
- マッピング/テクスチャリング - イ・ヘウォン
- モデリング - イ・ザンヨン、チョ・ビルボン
- リギング - パク・スイル、キム・ギョソック
- フェイシャル - イ・ジンヨン
- アニメーション - イ・スン、キム・ミン、ファン・ソンヨン
- ビジュアルエフェクト/合成 - ジョン・ヒョンスック、ホン・サンボム、ハン・チャンウ
- レンタリング - ソ・インソク、シャン・アンナ
- 編集 - キム・スヒョン、イ・ドンウ
- 音楽 - キム・テフン
- 音響制作 - ライブトーン
- 企画・製作 - 大元メディア、講談社

日本語版制作
- 演出・脚本 - 高桑一
- 文芸協力 - 鈴木伊織、村上亜樹
- 録音調整 - 清本百合子
- 録音スタジオ - スタジオマウス
- 音響制作 - ダックスプロダクション、平田哲、西島浩志
- 編集スタジオ - キュー・テック
- OP/ED制作協力 - 10GAUGE
- 音楽プロデューサー - 北川高樹
- 音楽製作 - エイベックス・エンタテインメント
- プランニングマネージャー - 松下卓也、高谷与志人（第1期）→大山良（第2期）、吉多奈央（第1期）→大倉リンダ（第2期）（テレビ東京）
- 日本語版プロデューサー - 有本充利（第1期）→湯ノ口智樹（第2期）、後藤政則（第1期）→岩瀬智彦（第2期）、小山佑介→吉野文（第1期）→菅沢正浩（第2期）（テレビ東京）
- 日本語版製作 - GON JAPAN PROJECT（講談社、エイベックス・エンタテインメント、テレビ東京）

### 登場キャラクター・声の出演
声優は第1期/第2期の順で示す。
- ゴン（くまいもとこ） - 黄色い恐竜の姿をしているが、公式サイトでは正体不明の生物とされている。驚異的な身体能力と食欲を持つ。気に入らないことがあると頭突きや大声で相手を吹っ飛ばす。食べ物を独り占めするなど傍若無人な振る舞いで周囲に迷惑をかけるが、困っている者を助けることもある。クマリンなど子供には歯が立たない様子を見せる。

- ウッス（宇垣秀成） - 森のリーダーを自称するクマ。ゴンが森に来てからは尻に敷かれ続け、ゴンが寝る時はいつもウッスの腹の上で寝ている。力持ちだが食い意地が張っており、キノコが好物。腹にバツ印の模様がある。手下にイタチのイッチー、ニッチー、サッチーを付ける。

- ジャック（草尾毅／町田広和） - ウッスと森のリーダー争いを続けているオオカミ。たてがみの端が赤い。4匹の手下を連れ、日々ウッスと戦うべく特訓をしているが、手下と合わせてもイマイチ実力を振るえず、ウッスやゴンには相手にされないことが多い。

- リーダー（富澤たけし／木島隆一） - サバンナのリーダーを自称するライオン。口から2本の牙が伸びている。自身が決めたルールを強制しすぎる為、他の動物から煙たがられているが、自分より他者の事を気にかける為リーダーとしての気質はある。ライオンにしては珍しく長距離を走る事が得意。ゴンと初めて会った際は頭に噛みつかれ、跡がずっと残っている。自身を気に入り乗り物扱いしてくるゴンのことを苦々しく思っているが、力では敵わず渋々乗せて走り回っている。

- ヌー（伊達みきお／町田広和） - キツと共に行動するヌー。暴走ばかりしている他の集団から離れていつも一頭でいる。

- チョロ（三ツ矢雄二／下妻由幸） - ずる賢く、よく他人から物をこっそり盗ろうとするスナネズミ。何かある度に犯人扱いされるが、時に機転が利く一面も見せる。

- スピードキング（堀内賢雄／浜添伸也） - 極彩色の飛べない鳥。地上最速を自称するが、飛べないことを気にしている。ある時石に足を引っかけて走れなくなったが、ゴンの協力で再び走れるようになる。

- メタケイ（伊藤健太郎／狩野翔） - オオカミのような風貌のアルマジロで、体は青色。体を丸めて猛スピードで転がっていくのが得意。元々は色々な地域を転々としていたが、どんな状況でも自分より他者を心配するリーダーに興味を抱きサバンナに居着くことにする。

- ピコック（子安武人／川島得愛） - 自分の美しい姿に惚れているナルシストの雄クジャク。取り巻きがいる。美しい羽を武器にピーヘンに求愛するが、相手をしてもらえなかった。

- ピーヘン（高梁碧／河村梨恵） - 雌クジャク。周囲とはやや違った感性の持ち主で、当初ピコックには興味を示さなかったが、彼が体を張って自らを助けたことでようやく彼を気にかけるようになる。

- イッチー（川本成／八重畑由希音） - ウッスの手下の一人。白い体に灰色の背中をしたイタチ。

- ニッチー（大原桃子／河村梨恵） - ウッスの手下の一人。白い頭に灰色の体で、目の周りだけ灰色のイタチ。

- サッチー（下妻由幸／都丸ちよ） - ウッスの手下の一人。体全体が黒いイタチ。

- スー（山口立花子／飯塚麻結） - リスの子供。ゴンに対して何かと強気に接する。

- プロロ（優希／冨岡美沙子） - 気弱な性格のアライグマ。ゴンを見るとすぐに逃げ出す。

- リス長老（千田光男） - 森のことなら何でも知っている老人。ゴンの振る舞いに呆れながらも静観し、その度に何か対策を考えようとする。

- スペード（小林かつのり） - ジャックの手下のオオカミ。

- エース（吉田真澄) - ジャックの手下のオオカミ。

- ウサギ - 森嵜美穂・渡部優衣・熊田胡々（第22話のみ）・大原桃子・芹澤優・近藤唯 / 飯塚麻結
- オリ（アホウドリ） - 棟方真梨子 → 冨岡美沙子
- プレイリードッグ - 大原桃子、山口立花子、松井恵理子、近藤唯
- ハリネズミ - 優希 → 前川涼子
- カイ - 廣田行生 → 竹内栄治 - 巨大なワシ。ゴンのせいで家である崖を壊されてしまう。
- キツ（キツツキ） - 雨蘭咲木子 → 八重畑由希音
- ワシ - 伊達みきお（サンドウィッチマン）
- ヤン - 市来光弘 → 小林大紀 - 耳と鼻に青い模様があるゾウ。わがままな性格。ゴンの遊び道具にされることが多く、酷い目に会うことが多い。群れの新しいリーダーに選ばれた
- ボブキャット - 下妻由幸　- オリの卵を盗んで食べようとした。
- トビー（トビネズミ） - 森嵜美穂
- ヘッド（イノシシ） - 西凜太朗 → 竹内栄治
- オサ - 宝亀克寿 - 耳と鼻に橙の模様があるゾウ。ヤンがリーダーになる前のリーダーだった
- タックルキング（エラスモテリウム） -  松本大 → 斉藤次郎
- 子象 -  山口立花子、近藤唯
- メス象 - 寺川愛美、棟方真梨子、福井美樹
- オス象 - 吉田真澄、下妻由幸
- ワシ - 下妻由幸
- フラミンゴ - 優希、近藤唯、藤田咲 → 森岡由花、新宮あかり
- ムー（オウム） - 高梁碧 - 物真似が得意でゴンの遊び道具にされている。
- レオン（クロヒョウ） - 大塚芳忠 → 村田太志
- カメロン（カメレオン） - 坂東尚樹 → 前川涼子
- クマリン（子グマ） - 藤田咲 → 飯塚麻結
- コンガ（子カメ） - 吉田小百合 → 八重畑由希音
- サメ - 吉田真澄　- ゴンとコンガを襲っていたが仲良くなりゴンに乗り物にされる
- フーロ（スカンク） - 鳥海浩輔
- クンカ（スカンク） - 赤城進 → 浜添伸也
- ペニー（子ペンギン） - 藤田咲 → 八重畑由希音
- オーフ（カモメ） - 落合弘治 → 鈴木裕斗 - ゴンの捕まえた魚に気が付き、空から降りるが、ゴンに追い払われた。再び現れたときは羽を全部毟られてしまう。
- アデニー（アデニ）（ペンギン） - 松本忍（12話）、武藤正史（28話-） → 下妻由幸
- イノシシ - 小林かつのり、吉田真澄、伊達みきお（サンドウィッチマン・第36話）
- 山鹿 - 荒金卓哉、渡邊朋也
- ヒポ - 高塚正也
- ドン（イノシシ） - 斎藤志郎 → 後藤光祐
- 角シカ - 町田広和、酒井俊輔、森嶋秀太、笹倉豊
- アイクイーン - 坪井木の実 → 志田有彩
- タム（カバ） - 優希
- フウ（ひな鳥） - 五十嵐裕美
- カン（ひな鳥） - 福井美樹
- サン（ひな鳥） - 森谷里美
- ポーキ（ナマケモノ） - 水野龍司
- キツネザル - 下妻由幸
- カエル - 楠田亜衣奈、森嵜美穂、寺川愛美
- ソード（サーベルタイガー） - 楠大典 → 赤城進
- スナフ（トラ） - 赤城進 → 竹内栄治
- ブースケ - 山口立花子
- ウラ（子イノシシ） - 笹島かほる → 佐藤はな
- ボウ（子イノシシ） - 小島幸子 → 前川涼子
- トカゲ - 下妻由幸
- シマウマ - トミドコロ、菅野英樹、石川賢利
- アニ（子アザラシ） - 斎藤千和
- マミ - 大原桃子
- パオ - 津村まこと
- チーター - 下妻由幸
- プースケ - 山口立花子
- ウィテカー（キツツキ） - 寺田はるひ → 志田有彩
- ダグ（オオカミ） - 金田アキ
- テム（オオカミ） - 笹島かほる
- ロウ（オオカミ） - 近藤唯
- ホウホウ - 下妻由幸 → 後藤光祐
- ペニーの父（ペンギン） - 松本忍
- クン（ヤギ） - 星野充昭
- メ（ヤギ） - 高橋英則
- ウェッデルアザラシ - 吉田真澄
- ペンギン - 下妻由幸
- ヤギ - 近藤唯
- ドゥンパ（アデリーペンギン） - 赤城進 → 後藤光祐
- トウポ（キリン） - 久川綾 - リーダー曰くサバンナの奥の方に住んでいるというキリン。何かと周囲の者を下品だと言って見下すが、ゴンによりそのようなことはなくなった。
- シャチ - 下妻由幸
- エンロ（赤ちゃんペンギン） - 近藤唯 → 都丸ちよ
- ドゥンパの妻（ペンギン） - 加藤優里
- 小プースケ - 近藤唯
- 父ベガ - 松本忍
- タップ（バッファロー） - 浜田賢二 → 竹内栄治
- フォグ（キツネ） - 近藤唯
- 子プレイリードッグ  -  鳴海杏子、藤田咲
- 母シマウマ - 高梁碧
- 子シマウマ - 下釜千昌
- 母ヌー - 棟方真梨子
- 母象 - 大原桃子
- メガネザル - 下妻由幸 → 冨岡美沙子、前川涼子、飯塚麻結
- ホウホウ（フクロウ） - 楠見尚己
- ラバ - 近藤唯 → 飯塚麻結
- キラン（クマ） - 高倉有加 → 前川涼子
- メガロケ（シカ） - 下妻由幸 → 浜添伸也、町田広和
- クー（カラス） - 宮田幸季 → 浅沼晋太郎
- ポルタン（白クマ） - 赤城進
- バティ（コウモリ）  -  鈴木琢磨 → 鈴木裕斗
- ガイゼル  -  豊永利行 → 鈴木裕斗
- ペリー（ペリカン）-  加藤亮夫 → 村田太志
- ジャックの手下 - 吉田真澄
- ベビープースケ - 芹澤優
- ワイボー - 吉田真澄 → 町田広和
- ウィニー（イルカ） - 間島淳司 → 夏目桂輔
- プレイリードッグママ - 近藤唯
- ペペ（子プレイリードッグ） - 芹澤優
- シャコン（イルカ） - 狩野翔、浜添伸也、町田広和
- ドードー - 志田有彩
- ラブ（イモムシ） - 冨岡美沙子
- ノボ - 浜添伸也
- 手下 - 狩野翔、町田広和
- ゲンボ - 村田太志
- キノ - 鈴木裕斗
- チバノ - 下妻由幸
- オツ - 河村梨恵
- 母ペガ - 冨岡美沙子
- 子ペンギン - 飯塚麻結
- シモ（ラッコ） - 高木渉
- マド - 浜添伸也
- キシェル - 冨岡美沙子
- クーの部下 - 冨岡美沙子、八重畑由希音、飯塚麻結
- プレイリードッグのママ - 河村梨恵
- ゲムボ（ゲムズボック） - 村田太志
- メロカン - 木島隆一
- カリ - 鈴木裕斗
- トガ - 夏目桂輔
- シウス - 萱沼千穂、吉本真梨
- アウム（アルシノイテリウム） - 鈴木裕斗
- ロト（ブロントテリウム） - 後藤光祐
- トドュス - 下妻由幸
- ヘッドュス - 浜添伸也
- ガト - 八重畑由希音
- マーク - 宇垣秀成

### 主題歌
オープニングテーマ 「GON GON GON 〜小さな王様」
作詞 - 藤林聖子 / 作曲・編曲 - 宮下浩司 / 歌 - 加藤清史郎
　※第2期でも使用されている。
エンディングテーマ 「くちぶえピューピュー」（第1 - 13話）
作詞 - 藤林聖子 / 作曲・編曲 - 伊東大和 / 歌 - ChocoLe
エンディングテーマ 「みんなでかこう! ゴンえかきうた」（第14 - 50話）
作詞 - YUMIKO / 作曲・編曲 - タケシ / 歌 - 熊田胡々

### 各話リスト
| 話数  | サブタイトル                                                    | 放送日        |
| 第1期 | 第1期                                                           | 第1期         |
| ----- | --------------------------------------------------------------- | ------------- |
| #01   | ゴン、ゴ〜ンと登場!!                                            | 2012年 4月2日 |
| #01   | ゴン、森で遊ぶ                                                  | 2012年 4月2日 |
| #02   | ゴン、乗り物を探す                                              | 4月9日        |
| #02   | ゴン、綺麗な羽を広げる                                          | 4月9日        |
| #03   | ゴン、スピードキングを鍛える                                    | 4月16日       |
| #03   | チョロ、ゴンの木の実を盗む                                      | 4月16日       |
| #04   | ゴン、オリにこだわる                                            | 4月23日       |
| #04   | さすらいのメタケイ登場!                                         | 4月23日       |
| #05   | ゴン、砂漠を行く                                                | 4月30日       |
| #05   | ゴン、巨大サソリと対決する                                      | 4月30日       |
| #06   | ゴン、イノシシの作戦にひっかかる                                | 5月7日        |
| #06   | ゴン、でっかいヤツに出会う                                      | 5月7日        |
| #07   | ゴン、最強のサイと対決する                                      | 5月14日       |
| #07   | ゴン、象の群れに加わる                                          | 5月14日       |
| #08   | ゴン、鼻の中の侵入者                                            | 5月21日       |
| #08   | ゴン、ものまねをされる                                          | 5月21日       |
| #09   | 帰ってきた黒ヒョウレオン                                        | 5月28日       |
| #09   | ゴン、カメレオンとかくれんぼ                                    | 5月28日       |
| #10   | 強敵、クマリン登場                                              | 6月4日        |
| #10   | ゴン、カメになる                                                | 6月4日        |
| #11   | ゴン、スカンク王と対決                                          | 6月11日       |
| #11   | ゴン、クマリンに悩まされる                                      | 6月11日       |
| #12   | ゴン、植物を育てる                                              | 6月18日       |
| #12   | ゴン、ペンギンと遊ぶ                                            | 6月18日       |
| #13   | ゴン、キノコ狩りにいく                                          | 6月25日       |
| #13   | ゴン、イモムシを育てる                                          | 6月25日       |
| #14   | ゴン、大食い対決                                                | 7月2日        |
| #14   | ゴン、ビリビリする                                              | 7月2日        |
| #15   | ゴン、はじめてのハチミツ                                        | 7月9日        |
| #15   | ゴン、イノシシのドンと対決                                      | 7月9日        |
| #16   | ゴン、アイクィーンとたたかう                                    | 7月16日       |
| #16   | ゴン、ものすごい仕返しを受ける                                  | 7月16日       |
| #17   | ゴン、ひな鳥を探す                                              | 7月23日       |
| #18   | ヤン、群れの新しいリーダーになる                                | 7月30日       |
| #19   | ゴン、ナマケモノになる?                                         | 8月13日       |
| #20   | レオンからの挑戦状                                              | 8月20日       |
| #21   | ゴン、森のロマンスのお手伝い                                    | 8月27日       |
| #22   | 透明カエルあらわる                                              | 9月3日        |
| #23   | ゴン最大のピンチ 前編                                           | 9月10日       |
| #23   | ゴン最大のピンチ 後編                                           | 9月10日       |
| #24   | ゴン、イノシシの子供たちにふり回される                          | 9月17日       |
| #24   | ゴン、空を飛びたい                                              | 9月17日       |
| #25   | ゴン、子アザラシに出会う                                        | 9月24日       |
| #25   | 森の動物たち団結する                                            | 9月24日       |
| #26   | ゴン、しゃっくりが止まらない                                    | 10月1日       |
| #26   | ゴン、流れ星を捕まえろ!                                         | 10月1日       |
| #27   | ゴン、彫刻家になる!                                             | 10月8日       |
| #27   | ゴン、狼たちと魚捕り!?                                          | 10月8日       |
| #28   | ペニーの危機一髪                                                | 10月15日      |
| #28   | ゴン、山羊とであう                                              | 10月15日      |
| #29   | リーダーの家出                                                  | 10月22日      |
| #29   | ヘッド一家VS森の動物ふたたび                                    | 10月22日      |
| #30   | ゴン、伝説の炎と遭遇?                                           | 10月29日      |
| #30   | ゴン、伝説の王者?に出会う                                       | 10月29日      |
| #31   | ゴン、みんなとバカンス                                          | 11月5日       |
| #31   | キリンのトウポの秘密                                            | 11月5日       |
| #32   | ゴン、ペンギンの子守りをする                                    | 11月12日      |
| #32   | ゴン、ジャックの仲間になる!?                                    | 11月12日      |
| #33   | カイの悩み                                                      | 11月19日      |
| #33   | ゴン、背を伸ばしたい                                            | 11月19日      |
| #34   | ゴン、オリ親子を助ける                                          | 11月26日      |
| #34   | レオンからの挑戦状ふたたび                                      | 11月26日      |
| #35   | ゴン、ダンスを習う                                              | 12月3日       |
| #35   | うそつき狐フォグ                                                | 12月3日       |
| #36   | ゴン、虹に乗りたい                                              | 12月10日      |
| #36   | ウッスのダイエット                                              | 12月10日      |
| #37   | （もういちどみたいおはなしダイジェスト） ゴン、ゴ〜ンと登場!!   | 12月17日      |
| #37   | ゴン、アイクイーンの子供になる!?                                | 12月17日      |
| #38   | （もういちどみたいおはなしダイジェスト） さすらいのメタケイ登場 | 1月3日        |
| #38   | エンロ、空を飛びたい                                            | 1月3日        |
| #39   | （もういちどみたいおはなしダイジェスト） ゴン、鼻の中の侵入者   | 2013年 1月7日 |
| #39   | ホウホウ、ゴンに魔法をかける                                    | 2013年 1月7日 |
| #40   | （もういちどみたいおはなしダイジェスト） ゴン、ものまねをされる | 1月14日       |
| #40   | ゴン、歯が痛くてたまらない                                      | 1月14日       |
| #41   | ウッスの恋                                                      | 1月21日       |
| #41   | ソードの意外な才能                                              | 1月21日       |
| #42   | うそつきフォグふたたび                                          | 1月28日       |
| #42   | メタケイ、リーダーを復活させる                                  | 1月28日       |
| #43   | ゴン、恋のキューピッドになる                                    | 2月4日        |
| #43   | クーの仕返し大作戦                                              | 2月4日        |
| #44   | おくびょうなガイゼル                                            | 2月11日       |
| #44   | バティ、どっちが家かわからない                                  | 2月11日       |
| #45   | ゴン、長老に負ける?!                                            | 2月18日       |
| #45   | ゴン、ペリーの中に入りたがる                                    | 2月18日       |
| #46   | スー、反抗する                                                  | 2月25日       |
| #46   | ゴン、犯人を探せ!                                               | 2月25日       |
| #47   | ゴン、3兄弟を導く                                               | 3月4日        |
| #47   | ゴン、大将になる                                                | 3月4日        |
| #48   | イッチーの記憶喪失!?                                            | 3月11日       |
| #48   | ゴン、イルカに出会う                                            | 3月11日       |
| #49   | ゴン、伝説の実を取り戻せ!                                       | 3月18日       |
| #49   | ゴン、大地に絵を描く                                            | 3月18日       |
| #50   | ゴン、ボディーガードにさせられる!?                              | 3月25日       |
| #50   | ゴン、旅立ちの日                                                | 3月25日       |
| 第2期 |                                                                 |               |
| #51   | ゴン、森に帰ってくる                                            | 2015年 4月4日 |
| #52   | ゴン、ドードー鳥に出会う                                        | 4月11日       |
| #53   | ヘッドー家の秘密兵器、登場！                                    | 4月18日       |
| #54   | クンカ、アイクイーンとケンカ                                    | 4月25日       |
| #55   | ゴンフルエンザ                                                  | 5月2日        |
| #56   | 流れ者ゲンボ                                                    | 5月9日        |
| #57   | 面白くない！キノ！                                              | 5月16日       |
| #58   | 空から落ちたの？                                                | 5月23日       |
| #59   | 暑い、暑い！                                                    | 5月30日       |
| #60   | おれはゲップ王                                                  | 6月6日        |
| #61   | 彫刻で大さわぎ                                                  | 6月13日       |
| #62   | 太陽が沈まない                                                  | 6月20日       |
| #63   | ホウホウの夢作戦                                                | 6月27日       |
| #64   | 海の中の鬼ごっこ                                                | 7月4日        |
| #65   | 気が弱いマド                                                    | 7月11日       |
| #66   | クーと迷路の洞窟                                                | 7月18日       |
| #67   | 赤い石が欲しい！                                                | 7月25日       |
| #68   | 格好を付けるメロカン                                            | 8月1日        |
| #69   | 竹の森のカリ                                                    | 8月8日        |
| #70   | 地中の泥棒、トガ                                                | 8月15日       |
| #71   | 誰の卵かな?                                                     | 8月22日       |
| #72   | アウムとロト                                                    | 8月29日       |
| #73   | 災いの道                                                        | 9月5日        |
| #74   | みんな、どこに行ったの?                                         | 9月12日       |
| #75   | 災いの始まり                                                    | 9月19日       |
| #76   | 最後の決戦!?                                                    | 9月26日       |

### 放送局
| 第1期          | 第1期                     | 第1期                                       | 第1期                     | 第1期          | 第1期                   |
| 放送地域       | 放送局                    | 放送期間                                    | 放送日時                  | 放送系列       | 備考                    |
| -------------- | ------------------------- | ------------------------------------------- | ------------------------- | -------------- | ----------------------- |
| 関東広域圏     | テレビ東京                | 2012年4月2日 - 2013年3月25日                | 月曜 18:00 - 18:30        | テレビ東京系列 | 製作委員会参加 字幕放送 |
| 北海道         | テレビ北海道              | 2012年4月2日 - 2013年3月25日                | 月曜 18:00 - 18:30        | テレビ東京系列 | 字幕放送                |
| 愛知県         | テレビ愛知                | 2012年4月2日 - 2013年3月25日                | 月曜 18:00 - 18:30        | テレビ東京系列 | 字幕放送                |
| 大阪府         | テレビ大阪                | 2012年4月2日 - 2013年3月25日                | 月曜 18:00 - 18:30        | テレビ東京系列 | 字幕放送                |
| 岡山県・香川県 | テレビせとうち            | 2012年4月2日 - 2013年3月25日                | 月曜 18:00 - 18:30        | テレビ東京系列 | 字幕放送                |
| 福岡県         | TVQ九州放送               | 2012年4月2日 - 2013年3月25日                | 月曜 18:00 - 18:30        | テレビ東京系列 | 字幕放送                |
| 日本全域       | AT-X                      | 2012年4月18日 - 9月26日                     | 水曜 8:30 - 9:00          | CS放送         | リピート放送あり        |
| 日本全域       | AT-X                      | 2012年10月3日 - 2013年4月11日               | 水曜 20:30 - 21:00        | CS放送         | リピート放送あり        |
| 日本全域       | カートゥーン ネットワーク | 2013年5月24日 - 6月28日・11月7日 - 12月12日 | 月曜 - 金曜 15:00 - 15:30 | CS放送         | リピート放送あり        |
| 第2期          |                           |                                             |                           |                |                         |
| 放送地域       | 放送局                    | 放送期間                                    | 放送日時                  | 放送系列       | 備考                    |
| 関東広域圏     | テレビ東京                | 2015年4月4日 - 9月26日                      | 土曜 9:14 - 9:30          | テレビ東京系列 | 同時ネット              |
| 愛知県         | テレビ愛知                | 2015年4月4日 - 9月26日                      | 土曜 9:14 - 9:30          | テレビ東京系列 | 同時ネット              |
| 大阪府         | テレビ大阪                | 2015年4月4日 - 9月26日                      | 土曜 9:14 - 9:30          | テレビ東京系列 | 同時ネット              |
| 福岡県         | TVQ九州放送               | 2015年4月11日 - 10月3日                     | 土曜 6:44 - 7:00          | テレビ東京系列 | 7日遅れ                 |
| 北海道         | テレビ北海道              | 2015年4月11日 - 10月3日                     | 土曜 7:14 - 7:30          | テレビ東京系列 | 7日遅れ                 |
| 岡山県・香川県 | テレビせとうち            | 2015年4月11日 - 10月3日                     | 土曜 7:14 - 7:30          | テレビ東京系列 | 7日遅れ                 |